# Филип Жакоте
Филип Жакоте (на немски: Philippe Jaccottet) е швейцарски писател и преводач, автор на стихотворения и есета.

## Биография
Филип Жакоте е роден през 1925 г. в Мудон (Западна Швейцария, кантон Во). Завършва училище и университет в Лозана. Пребивава в Рим и Париж, след което се установява в комуната Гринян (Южна Франция, департамент Дром).
През 1953 г. излиза първата му стихосбирка „Бухалчето и други стихове“ („L'Effraie et autres poésies“).
Филип Жакоте спада към поколението френски поети, което започва да пише непосредствено след Втората световна война под влияние на преживяната катастрофа. Характерен за Жакоте е плавният преход от лирични и описателни пасажи към поетологически размишления върху самите условия на писането – стихотворенията му се редуват с дневникови или афористични коментари. Често прости, всекидневни наблюдения на пейзажа, сред който поетът живее, образуват първия и отново повтарящ се пласт на написаното.
Превдаческото дело на Жакоте не може да се отдели от личното му творчество – то обхваща цялата европейска история, започвайки от Омир, чиято Одисея превежда, и преминава към немската, италианската, испанската, руската и чешката култура. Особено важни за собствената му поезия са Райнер Мария Рилке, Джакомо Леопарди, Джузепе Унгарети, Луис де Гонгора и Осип Манделщам. През 2008 г. Жакоте публикува свой превод на „Дуински елегии“ от Рилке.
За преводаческото си дело Филип Жакоте получава през 1966 г. наградата „Йохан Хайнрих Фос“ на Немската академия за език и литература, а през 1987 г. – френската „Grand Prix national de Traduction“.

### Поезия, разкази, записки
- Trois poèmes aux démons, 1945
- Requiem, 1947, 1991
- L'Effraie et autres poésies, 1953
- L'Ignorant, 1958
- L'Obscurité, 1961
- La Semaison, 1963
- Airs, 1967
- Leçons, 1969
- Paysages avec figures absentes, 1970, 1976
- Poésie 1946-1967, 1971, 1990

Поезия 1946-1967, изд.: ИК Колибри, София (2002), прев. Кирил Кадийски
- Chants d'en bas, 1974
- À travers un Verger, 1975
- Paysages avec figures absentes, 1976, 1997
- À la lumière d'hiver, 1977
- Les Cormorans, 1980
- Des histoires de passage. Prose 1948-1978, 1983
- Pensées sous les nuages, 1983
- Hiver, 1987
- Carnets de Philippe Jaccottet, 1984
- Cahier de verdure, 1990
- Libretto, 1990
- Cristal et fumée, 1993
- À la lumière d'hiver, 1994
- Après beaucoup d'années, 1994
- Autriche, 1994
- Eaux prodigues, 1994
- Carnets de Philippe Jaccottet 1980-1994, 1996
- Beauregard, 1997
- Carnets de Philippe Jaccottet 1947-1962), 1998
- À travers un verger, 2000
- Carnets de Philippe Jaccottet 1995-1998, 2001
- Notes du ravin, 2001
- Et, néanmoins, 2001
- Truinas, 2001, 2004
- Nuages, 2002
- Cahier de verdure, 2003
- Israël, cahier bleu, 2004
- Un calme feu, 2007
- Ce peu de bruits, 2008
- Le Cours de la Broye: suite moudonnoise, 2008
- Couleur de terre, 2009
- La Promenade sous les arbres, 2009
- Le Retour des troupeaux et Le Combat inégal dans En un combat inégal, 2010
- L'encre serait de l'ombre. Notes, proses et poèmes choisis par l'auteur, 1946-2008, 2011
- Carnets de Philippe Jaccottet 1952-2005, 2013
- Œuvres, 2014
- Un calme feu, 2015

### Есеистика
- L'Entretien des muses, 1968
- Rilke par lui-même, 1971
- Adieu à Gustave Roud, 1977 (avec Maurice Chappaz et Jacques Chessex)
- Une transaction secrète, 1987
- Écrits pour papier journal: chroniques 1951-1970, 1994
- Tout n'est pas dit. Billets pour la Béroche: 1956-1964, 1994, 2015
- Le Bol du pèlerin, 2001
- À partir du mot Russie, 2002
- Gustave Roud, 2002
- De la poésie, entretien avec Reynald André Chalard, 2005, 2007
- Remarques sur Palézieux, 2005
- Dans l'eau du jour, Gérard de Palézieux, 2009
- Avec Henri Thomas, 2018

## Награди (подбор)
- Johann-Heinrich-Voß-Preis für Übersetzung (1966)
- „Голяма награда Ш. Ф. Рамю“ (1970)
- „Награда Готфрид Келер“ (1981)
- Grand Prix de Poésie de la ville de Paris (1986)
- Grand Prix national de Traduction (1987)
- Prix lémanique de la traduction (1988)
- „Петрарка (награда)“ (1988)
- Wilhelm-Heinse-Medaille (1992)
- „Награда Фридрих Хьолдерлин на град Тюбинген“ (1997)
- „Награда Хорст Бинек за поезия“ (2000)
- „Голяма Шилерова награда“ (2010)
- Grand Prix Literatur (2014)[1]